# 胡慧中
胡慧中（英語：Sibelle Hu，1958年5月4日—），籍貫江蘇省淮安縣，生于台灣眷村，是位外省人第二代，是1970年代台灣文藝片和1980年代香港女性武打演員與歌手和節目主持人，她的成名作為《歡顏》，其他作品包括《皇天后土》、《霸王花》等。

## 簡歷
胡慧中畢業於北一女中夜間部，在1970年代後期加入影圈，與同期出現的台灣影星有胡冠珍（即前香港亞洲電視行政總裁胡競英）等人，兩人在大學時期則被稱為「台大二胡」，並與胡茵夢合稱當時的台灣影壇「三胡」。1980年代，由洪金寶打造成為武打明星，也教她廣東話。1981年，胡慧中畢業於國立臺灣大學歷史學系夜間部。
2003年，胡慧中成為江蘇省政協委員，連任至今。
2014年，息影17年的胡慧中為洪金寶次子洪天祥助陣《我不是明星》。

## 個人及家庭
胡慧中曾和北聯幫前幫主唐重生有一段短暫的婚約，當時也引起不小的震撼。
胡慧中與唐重生從小是鄰居，高中時曾是一對小戀人，後因父母不贊同而迫使分離。幾年後，胡慧中因屠忠訓電影《歡顏》一炮而紅，唐重生也在黑道中混出名堂並成立北聯幫，胡慧中便在1994年答應和唐重生辦理公證結婚；但當唐重生設宴準備向傳媒宣佈喜訊時，胡慧中的母親再次強烈反對，胡慧中為此和唐重生大吵一場，最後雙方終告分手。直到1996年，胡慧中才正式向記者重申自己是單身身分。
胡慧中的丈夫何志平是著名眼科醫生，曾任香港民政事務局局長，兩人於1998年結婚。婚後，胡慧中就逐漸少有露面或有關消息出現。2009年，胡慧中有一次到女兒的學校，此刻被中國媒體拍攝到她腳傷並拄著柺杖走路的樣子，當被訪問到「身材走樣」，胡慧中笑答「自己是典型的家庭主婦，不在乎外表了」。
2018年至2019年，時值丈夫何志平被美國起訴，她以中文親撰5頁求情信，信中形容丈夫是「飽學之士，心地善良而寬厚，是真心實意的正人君子」。
此外，胡慧中 (1958年生)與影壇女星孫儷 (1982年生)是親戚關係，孫儷的祖母與胡慧中為親姊妹，所以胡慧中 (1958年出生)是孫儷 (1982年出生)的姨奶奶。

## 燒傷意外
1989年5月19日，電影《獵魔群英》拍攝一場爆破戲，不料卻因引爆之火藥過度猛烈，而導致胡慧中、呂良偉、李賽鳳被火焚身，其中以呂良偉傷勢較輕。雖然胡慧中的傷勢最為嚴重，但沒有毀容。這場意外讓胡慧中差點退出影壇，不過由於意志力堅強最後還是復出拍片，這件事在當時香港娛樂圈相當轟動，卻也因禍得福，比燒傷前更為走紅。

## 作品

### 電影
- 歡顏(1978) 飾 齊盈
- 尋夢的孩子(1979) 飾 李美文
- 我歌我泣(1979) 飾 袁欣
- 候鳥之愛(1980)
- 三角習題(1980)
- 飛躍的彩虹(1980)
- 皇天后土(1980) 飾 羅玲
- 晚間新聞(1981)
- 怒犯天條(1981)
- 小葫蘆(1981)
- 熱血(1981)
- 飘零的雨中花(1982)
- 冒泡的小妞(1982)
- 鞦韆上的小精靈(1982)
- 頑皮狗(1982)
- 秋風女人心(1983)
- 雨！哪會下個不停(1983)
- 風水二十年(1983) 飾 王香
- 愛情麦芽糖(1984)
- 福星高照(1985) 飾 霸王花
- 夏日福星(1985) 飾 胡督查（霸王花）
- 神探朱古力(1986) 飾 林太太/林馮美美
- 原振侠与卫斯理(1986) 飾 白素
- 养鬼仔(1987)
- 霸王花(1988) 飾 Madam胡
- 小男人周记(1988)
- 神勇飞虎霸王花(1989)
- 猎魔群英(1989)
- 惊天龙虎豹(1990) 飾 Betty Lee
- 狐仙 (鬼狐, 聊齋之鬼狐, 1990)
- 皇家赌船(1990)
- 魔幻紫水晶(1990)
- 卫斯理之霸王卸甲(1990) 飾 阮文鳳
- 小偷阿星(1990) 飾 楊寶玲
- 小心间谍(1990)
- The Best of the Martial Arts Films(1990)
- 表姐，妳玩嘢！(1991)
- 毒網(1991)
- 曝光人物(1991)
- 火种 (1991)
- 夢醒血未停(1991)
- 怒火威龙(1991)
- 天使特警(1991)
- 五福星撞鬼(1991)
- 越青(1991)
- 拉开铁幕(1992)
- 霸王花遇鬼(1992)
- 胜者为王(1992)
- 偷神家族(1992)
- 拔刀纵横(1992)
- 中华警花(1992)
- 方世玉(1993) 飾 李小環
- 天使狂龙(1993)
- 决战天门(1993)
- 重庆谈判(1993) 飾 童 欣
- 太极拳(1996)
- 生活秀(2002)
- 愛情奴隸獸(2017)

### 唱片
- 1983年《离别的叮咛》
- 1991年《城市行囊》
- 1993年《回眸》
- 1995年《橄榄树》[11]

## 獎項
- 1979年：第25屆亞洲影展榮獲最有前途新人獎（凭借《歡顏》得獎）
- 1979年：第16屆金馬獎提名最佳女主角（凭借《歡顏》入圍）
- 1981年：第18屆金馬獎提名最佳女主角（凭借《皇天后土》入圍）

## 廣告代言
- 1976年：彎彎浴皂

## 著作
- 《在人間遇見天使：12個以愛改變世界的故事》：天下文化出版，ISBN 978-986-320-601-9

## 外部連結
- 胡慧中的新浪微博
- 胡慧中在互联网电影资料库（IMDb）上的資料（英文）（英文）
- 在AllMovie上胡慧中的頁面（英文）
- 胡慧中在香港影庫上的簡介
- 胡慧中在豆瓣上的资料（简体中文）
- 胡慧中在时光网上的簡介（简体中文）